# Tiszalúc
Tiszalúc ist eine Gemeinde im Komitat Borsod-Abaúj-Zemplén.

## Geografische Lage
Tiszalúc liegt im Norden Ungarns, 25 Kilometer vom Komitatssitz Miskolc entfernt.

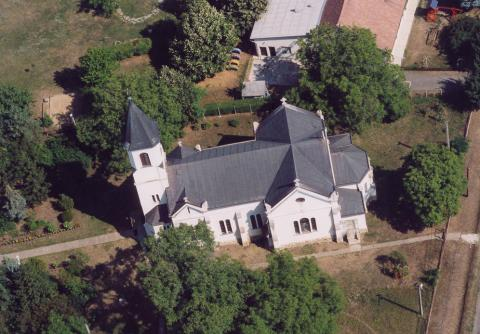
Luftaufnahme von Tiszalúc